# 粗首美洲鱥
粗首美洲鱥（學名：Notropis semperasper），為輻鰭魚綱鯉形目雅羅魚科的其中一種，被IUCN列為易危保育類動物，分布於北美洲美國維吉尼亞州詹姆斯河上游流域，本魚呈長橢圓形且側扁，眼大、口近下位，體長可達9公分，壽命可達4年，棲息在水質清澈、岩石底質的溪流、深潭，生活習性不明。